# Dragonheart 3 - La maledizione dello stregone
Dragonheart 3 - La maledizione dello stregone (Dragonheart 3: The Sorcerer's Curse) è un film del 2015 diretto da Colin Teague.
È stato presentato come prequel del film del 1996, Dragonheart, cui seguì Dragonheart 2 - Una nuova avventura. È il terzo film della saga di Dragonheart.

## Trama
Ai tempi dell'occupazione dei Romani in Britannia le tribù del Nord erano popoli impossibili da domare, così l'imperatore Adriano eresse un vallo (vallo di Adriano), che attraversava l'isola, per fermare le incursioni di tali tribù e controllare il territorio. Anche dopo la caduta dell'Impero romano il vallo è rimasto in piedi sorvegliato dai cavalieri dei Regni del Sud. Tra le tribù del Nord alcune vivono in pace guidate da druidi altre, invece, aspettano la caduta del vallo.
Una notte, durante un rito, un druido prevede una 'stella cadente' dalla costellazione Draco; un altro druido, Brude, vede in questo segno un'esortazione a guidare le tribù del Nord in guerra contro i Regni oltre il Vallo e stringe un patto con la Tribù dei Dipinti che massacrano tutti i druidi presenti, solo un apprendista druido, Lorne, sfugge al massacro.
Intanto a sud del muro alcuni giovani stanno subendo un test per essere nominati cavalieri, tra loro c'è Gareth che dimostra di essere il migliore, ma durante la raccolta dei tributi non riesce a raccogliere abbastanza soldi dai contadini così il suo superiore, Sir Horsa, lo caccia e lo obbliga a pagare 100 corone, solo allora Gareth potrà diventare cavaliere. Senza un posto dove andare, Gareth è accolto dalla stessa coppia di contadini che non poteva pagare e durante la notte, un meteorite cade sul lato nord del muro. Gareth ruba una spada e va oltre il muro per trovare il meteorite che secondo il contadino conterrebbe oro.
Gareth trova il meteorite che in realtà non è altro che un guscio che racchiude un drago con nove uova. Il drago e Gareth sono attaccati da Brude e la Tribù dei Dipinti, Gareth, ferito a morte, cerca di salvare le uova, ciò impressiona il drago che condivide con lui il suo cuore salvandogli la vita. Tuttavia, Brude usa un incantesimo sul drago e gli ruba le uova.
Gareth è messo in salvo da Lorne che gli rivela la profezia e lo mette a conoscenza del legame che unisce un cavaliere a un drago. Lorne presenta Gareth a Rhonu e ai clan che si oppongono a Brude con la speranza che Gareth ottenga l'aiuto del drago a combattere per loro. Gareth trova il drago (chiamato da Gareth Drago) e questi spiega di essere il guardiano delle uova e che deve recuperarle ma ha bisogno di aiuto per via della maledizione di Brude. Il primo tentativo di Gareth non riesce e viene catturato, Brude vuole ucciderlo ma si ferma dopo aver appreso la connessione di Gareth con Drago. Con l'aiuto di Rhonu e Lorne, Gareth fugge con le uova.
Gareth convince Rhonu e Lorne ad andare verso il vallo, intanto lo zio di Rhonu va a radunare i clan che si oppongono a Brude. Una delle uova viene accidentalmente distrutta: l'uovo esplode, indicando col rumore e il fumo la loro posizione sulla strada carrabile, perciò il trio è costretto a viaggiare a piedi per sentieri nascosti tra gli alberi. Lungo il cammino, Drago cerca di insegnare a Gareth che cosa rappresenta la loro unione. Lorne scopre le conseguenze della maledizione subita da Drago. Mentre sono in viaggio, durante il tentativo di liberare alcune persone catturate dai Dipinti, Gareth mostra un atto di valore e libera temporaneamente Drago dalla maledizione, inoltre sacrifica una delle uova per proteggere i suoi amici da Brude e i suoi alleati.
Prima che il gruppo raggiunga il vallo, Gareth confessa a Drago che lui non è un cavaliere e che il lato Sud del muro è un posto crudele senza rispetto per il vecchio codice. All'alba la maledizione costringe Drago a raggiungere Brude. Raggiunto il cancello, Gareth, Lorne e Rhonu vengono arrestati e le uova sequestrate. Alla luna piena, Drago (del tutto sotto il controllo di Brude) e la Tribù dei Dipinti attaccano, Gareth e Rhonu fuggono con l'aiuto di Lorne. Gareth interrompe la vendita delle uova e combatte contro Sir Horsa per proteggerle, liberando Drago grazie al suo atto di valore. Gareth uccide Sir Horsa e Rhonu, fatalmente ferita, uccide Brude.
Dopo la battaglia Rhonu viene salvata da uno dei draghi delle uova non schiuse che condivide il suo cuore con lei. Gareth diventa un cavaliere e leader dell'insediamento, con la pace raggiunta tra Nord e Sud. Gareth e Rhonu esprimono il loro amore l'una per l'altro e il cucciolo di drago che ha salvato Rhonu esce dall'uovo.

## Incongruenze
Nei precedenti capitoli, la costellazione dei draghi rappresenta il paradiso dei draghi dove i draghi virtuosi vanno dopo la morte. Nella Maledizione dello stregone viene svelato che i draghi provengono da questa ultima, rivelandosi quindi esseri di un altro mondo.